# Oxytropis squamulosa
Oxytropis squamulosa är en ärtväxtart som beskrevs av Dc. Oxytropis squamulosa ingår i släktet klovedlar, och familjen ärtväxter. Inga underarter finns listade i Catalogue of Life.